# Cestni vlak
Cestni vlak (ang. roadtrain ali land train) je dolg tovornjak, ki za seboj vleče več prikolic. Največji dosegajo težo do 200 ton, so pa 100-120 tonski bolj pogosti v praksi. Za primerjavo imajo evropski tovornjaki težo do 50 ton. 
Cestni vlaki se uporabljajo v Avstraliji, ZDA, Argentini, Kanadi in Mehiki.V ZDA imajo tudi vzdevek "triples".
19. oktobra 2000, je ameriški tovornjak Kenworth C501T vlekel 79 prikolic. Tovornjak je bil 1018,2 metra dolg in težak 1072 ton. Kasneje so podrli rekord s 117 prikolicami in skupno dolžino 1445 metrov.

## Avstalski cestni vlaki
A B-double
B B-triple
C Double road train
D AB-triple
E BAB Quad
F ABB Quad
G Triple road train
H 2AB Quad
K je največji cestni vlak na svetu. Skupna teža dosega tudi 460 ton. Znan tudi kot "Powertrain" ali "Body and six". Uporabljajo se v Severnem Teritoriju Avstralije. Poganjata ga 600 KM, 19-litrski Cummins dizel, ki je nameščen spredaj in še en 400 KM dizel na prikolici. 
Za primerjavo Dumper tovornjak, ki se uporablja v rudnikih dosegajo težo do 600 ton (400 ton tovora).

## Glje tudi
- Roadrailer
- Dumper tovornjak
- Tovornjak
- Vlak
- Lokomotiva
- Kenworth
- Whitestar
- Peterbilt